# Elena Pedemonte
Elena Pedemonte (* 30. Mai 1952 in Mailand) ist eine ehemalige italienische Schauspielerin.

## Leben
Pedemonte wuchs in Sanremo auf und nahm ab 1968 an Schönheitswettbewerben („Miss Teenager“, „Miss World Teenager“, „Miss Cinema Europa“) teil. Die bekannteste ihrer nur drei Rollen währenden Filmkarriere war die der Mormonentochter Judith in dem Film Die rechte und die linke Hand des Teufels aus dem Jahr 1970. Sie debütierte als „Signora Guardavaccaro“ in dem Film Il presidente del Borgorosso Football Club von Luigi Filippo D’Amico. Auf Wanted Sabata folgte der Spencer/Hill-Film.
Nach Aussagen mehrerer Kollegen soll sie vor der Premiere ihres letzten Films in einen schweren Verkehrsunfall auf der Piazza del Popolo verwickelt gewesen sein. Entgegen den Erinnerungen mancher Kollegen starb sie nicht an dessen Folgen, beendete daraufhin allerdings ihre Schauspielkarriere. Von 1998 bis 2001 führte sie als Vormund ihres Vaters Alberto einen Rechtsstreit. Seit 2006 lebt Pedemonte in Mexiko.

## Filmografie
- 1970: Il presidente del Borgorosso Football Club
- 1970: Wanted Sabata
- 1970: Die rechte und die linke Hand des Teufels (Lo chiamavano Trinità)
- 1971: Cometogether
- 1971: Blindman, der Vollstrecker (Blind man)